# 袁开基
袁开基（1904年—1982年），男，浙江上虞人，中国有机化学家，曾任上海第一医学院教授，药典委员会委员。

## 家庭
儿子袁承业为有机化学家，孙子袁钧苏为药学家，芝加哥大学教授。另有孙女袁钧瑛为分子生物学家。